# Tetraponera minuta
Tetraponera minuta är en myrart som först beskrevs av Jerdon 1851.  Tetraponera minuta ingår i släktet Tetraponera och familjen myror. Inga underarter finns listade i Catalogue of Life.